# MTV Movie Award a legjobb hősnek
Ez a szócikk a legjobb hős kategóriában MTV Movie & TV Award díjra jelölt színészek listáját tartalmazza. A kategóriában először 2006-ban, a 15. díjátadón adtak át díjat, majd pár év szünet után 2012-től folytatták azt.
A legutóbbi, 2023-as díjátadón Pedro Pascal vehette át a díjat.
2010-ben és 2012-ben a legnagyobb, legmenőbb sztár (Biggest Badass Star) elnevezésű, hasonló kategóriában értékelték a színészeket.

## Győztesek és jelöltek

### Legjobb hős

#### 2000-es évek
| Év            | Színész          | Színész                 | Szerep                                   | Magyar cím                                   | Eredeti cím   |
| 2006 15. gála |                  |                         |                                          |                                              |               |
| ------------- | ---------------- | ----------------------- | ---------------------------------------- | -------------------------------------------- | ------------- |
| 2006 15. gála |                  | Christian Bale          | Bruce Wayne / Batman                     | Batman: Kezdődik!                            | Batman Begins |
| 2006 15. gála | Jessica Alba     | Sue Storm / Láthatatlan | Fantasztikus Négyes                      | Fantastic Four                               |               |
| 2006 15. gála | Kate Beckinsale  | Selene                  | Underworld: Evolúció                     | Underworld: Evolution                        |               |
| 2006 15. gála | Ewan McGregor    | Obi-Wan Kenobi          | Star Wars III. rész – A Sith-ek bosszúja | Star Wars: Episode III – Revenge of the Sith |               |
| 2006 15. gála | Daniel Radcliffe | Harry Potter            | Harry Potter és a Tűz Serlege            | Harry Potter and the Goblet of Fire          |               |

#### 2010-es évek
| Év                    | Színész                          | Színész                                     | Szerep                                            | Magyar cím                            | Eredeti cím                                   |
| 2012 21. gála         |                                  |                                             |                                                   |                                       |                                               |
| --------------------- | -------------------------------- | ------------------------------------------- | ------------------------------------------------- | ------------------------------------- | --------------------------------------------- |
| 2012 21. gála         |                                  | Daniel Radcliffe                            | Harry Potter                                      | Harry Potter és a Halál ereklyéi 2.   | Harry Potter and the Deathly Hallows – Part 2 |
| 2012 21. gála         | Chris Evans                      | Steve Rodgers / Amerika kapitány            | Amerika Kapitány: Az első bosszúálló              | Captain America: The First Avenger    |                                               |
| 2012 21. gála         | Chris Hemsworth                  | Thor                                        | Thor                                              | Thor                                  |                                               |
| 2012 21. gála         | Jennifer Lawrence                | Katniss Everdeen                            | Az éhezők viadala                                 | The Hunger Games                      |                                               |
| 2012 21. gála         | Channing Tatum                   | Greg Jenko                                  | 21 Jump Street – A kopasz osztag                  | 21 Jump Street                        |                                               |
| 2013 22. gála         |                                  |                                             |                                                   |                                       |                                               |
|                       | Martin Freeman                   | Zsákos Bilbó                                | A hobbit: Váratlan utazás                         | The Hobbit: An Unexpected Journey     |                                               |
| Christian Bale        | Bruce Wayne / Batman             | A sötét lovag – Felemelkedés                | The Dark Knight Rises                             |                                       |                                               |
| Anne Hathaway         | Selina Kyle / Macskanő           | A sötét lovag – Felemelkedés                | The Dark Knight Rises                             |                                       |                                               |
| Robert Downey Jr.     | Tony Stark / Vasember            | Bosszúállók                                 | The Avengers                                      |                                       |                                               |
| Kristen Stewart       | Hófehér                          | Hófehér és a vadász                         | Snow White and the Huntsman                       |                                       |                                               |
| 2014 23. gála         |                                  |                                             |                                                   |                                       |                                               |
|                       | Henry Cavill                     | Clark Kent / Superman                       | Az acélember                                      | Man of Steel                          |                                               |
| Robert Downey Jr.     | Tony Stark / Vasember            | Vasember 3.                                 | Iron Man 3                                        |                                       |                                               |
| Martin Freeman        | Zsákos Bilbó                     | A hobbit: Smaug pusztasága                  | The Hobbit: The Desolation of Smaug               |                                       |                                               |
| Chris Hemsworth       | Thor                             | Thor: Sötét világ                           | Thor: The Dark World                              |                                       |                                               |
| Channing Tatum        | John Cale                        | Az elnök végveszélyben                      | White House Down                                  |                                       |                                               |
| 2015 24. gála         |                                  |                                             |                                                   |                                       |                                               |
|                       | Dylan O’Brien                    | Thomas                                      | Az útvesztő                                       | The Maze Runner                       |                                               |
| Martin Freeman        | Zsákos Bilbó                     | A hobbit: Az öt sereg csatája               | The Hobbit: The Battle of the Five Armies         |                                       |                                               |
| Jennifer Lawrence     | Katniss Everdeen                 | Az éhezők viadala: A kiválasztott – 1. rész | The Hunger Games: Mockingjay – Part 1             |                                       |                                               |
| Chris Pratt           | Peter Quill / Űrlord             | A galaxis őrzői                             | Guardians of the Galaxy                           |                                       |                                               |
| Shailene Woodley      | Tris Prior                       | A beavatott-sorozat: A lázadó               | The Divergent Series: Insurgent                   |                                       |                                               |
| 2016 25. gála         |                                  |                                             |                                                   |                                       |                                               |
|                       | Jennifer Lawrence                | Katniss Everdeen                            | Az éhezők viadala: A kiválasztott – Befejező rész | The Hunger Games: Mockingjay – Part 2 |                                               |
| Chris Evans           | Steve Rodgers / Amerika kapitány | Bosszúállók: Ultron kora                    | Avengers: Age of Ultron                           |                                       |                                               |
| Dwayne Johnson        | Ray Gaines                       | Törésvonal                                  | San Andreas                                       |                                       |                                               |
| Daisy Ridley          | Rey                              | Star Wars VII. rész – Az ébredő Erő         | Star Wars: The Force Awakens                      |                                       |                                               |
| Paul Rudd             | Scott Lang / Hangya              | A Hangya                                    | Ant-Man                                           |                                       |                                               |
| Charlize Theron       | Imperator Furiosa                | Mad Max – A harag útja                      | Mad Max: Fury Road                                |                                       |                                               |
| 2017 26. gála         |                                  |                                             |                                                   |                                       |                                               |
|                       | Taraji P. Henson                 | Katherine Goble Johnson                     | A számolás joga                                   | Hidden Figures                        |                                               |
| Stephen Amell         | Oliver Queen / Zöld Íjász        | A zöld íjász                                | Arrow                                             |                                       |                                               |
| Millie Bobby Brown    | Tizenegy                         | Stranger Things                             | Stranger Things                                   |                                       |                                               |
| Mike Colter           | Luke Cage                        | Luke Cage                                   | Luke Cage                                         |                                       |                                               |
| Grant Gustin          | Barry Allen / Villám             | Flash – A Villám                            | The Flash                                         |                                       |                                               |
| Felicity Jones        | Jyn Erso                         | Zsivány Egyes – Egy Star Wars-történet      | Rogue One: A Star Wars Story                      |                                       |                                               |
| 2018 27. gála         |                                  |                                             |                                                   |                                       |                                               |
|                       | Chadwick Boseman                 | T'Challa / Fekete Párduc                    | Fekete Párduc                                     | Black Panther                         |                                               |
| Emilia Clarke         | Daenerys Targaryen               | Trónok harca                                | Game of Thrones                                   |                                       |                                               |
| Gal Gadot             | Diána hercegnő / Wonder Woman    | Wonder Woman                                | Wonder Woman                                      |                                       |                                               |
| Grant Gustin          | Barry Allen / Villám             | Flash – A Villám                            | The Flash                                         |                                       |                                               |
| Daisy Ridley          | Rey                              | Star Wars VIII. rész – Az utolsó jedik      | Star Wars: The Last Jedi                          |                                       |                                               |
| 2019 28. gála         |                                  |                                             |                                                   |                                       |                                               |
|                       | Robert Downey Jr.                | Tony Stark / Vasember                       | Bosszúállók: Végjáték                             | Avengers: Endgame                     |                                               |
| Brie Larson           | Carol Danvers / Marvel kapitány  | Marvel Kapitány                             | Captain Marvel                                    |                                       |                                               |
| Zachary Levi          | Shazam                           | Shazam!                                     | Shazam!                                           |                                       |                                               |
| John David Washington | Ron Stallworth                   | Csuklyások – BlacKkKlansman                 | BlacKkKlansman                                    |                                       |                                               |
| Maisie Williams       | Arya Stark                       | Trónok harca                                | Game of Thrones                                   |                                       |                                               |

#### 2020-as évek
| Év             | Színész                                                             | Színész                            | Szerep                                    | Magyar cím                        | Eredeti cím                   |                               |
| -------------- | ------------------------------------------------------------------- | ---------------------------------- | ----------------------------------------- | --------------------------------- | ----------------------------- | ----------------------------- |
| 2020           | Nem tartották meg a díjátadót                                       | Nem tartották meg a díjátadót      | Nem tartották meg a díjátadót             | Nem tartották meg a díjátadót     | Nem tartották meg a díjátadót | Nem tartották meg a díjátadót |
| 2021 29. gála  |                                                                     |                                    |                                           |                                   |                               |                               |
|                | Anthony Mackie                                                      | Sam Wilson / Sólyom                | A Sólyom és a Tél Katonája                | The Falcon and the Winter Soldier |                               |                               |
| Gal Gadot      | Diána hercegnő / Wonder Woman                                       | Wonder Woman 1984                  | Wonder Woman 1984                         |                                   |                               |                               |
| Teyonah Parris | Monica Rambeau                                                      | WandaVízió                         | WandaVision                               |                                   |                               |                               |
| Pedro Pascal   | Din Djarin                                                          | A Mandalóri                        | The Mandalorian                           |                                   |                               |                               |
| Jack Quaid     | Hughie Campbell                                                     | A fiúk                             | The Boys                                  |                                   |                               |                               |
| 2022 30. gála  |                                                                     |                                    |                                           |                                   |                               |                               |
|                | Scarlett Johansson                                                  | Natasha Romanoff / Fekete Özvegy   | Fekete Özvegy                             | Black Widow                       |                               |                               |
| Daniel Craig   | James Bond                                                          | Nincs idő meghalni                 | No Time to Die                            |                                   |                               |                               |
| Oscar Isaac    | Marc Spector / Holdlovag, Steven Grant / Mr. Knight és Jake Lockley | Holdlovag                          | Moon Knight                               |                                   |                               |                               |
| Simu Liu       | Shang-Chi                                                           | Shang-Chi és a tíz gyűrű legendája | Shang-Chi and the legend of the Ten Rings |                                   |                               |                               |
| Tom Holland    | Peter Parker / Pókember                                             | Pókember: Nincs hazaút             | Spider-Man: No Way Home                   |                                   |                               |                               |
| 2023 31. gála  |                                                                     |                                    |                                           |                                   |                               |                               |
|                | Pedro Pascal                                                        | Joel Miller                        | The Last of Us                            | The Last of Us                    |                               |                               |
| Tom Cruise     | Pete "Maverick" Mitchell                                            | Top Gun: Maverick                  | Top Gun: Maverick                         |                                   |                               |                               |
| Diego Luna     | Cassian Andor                                                       | Andor                              | Andor                                     |                                   |                               |                               |
| Jenna Ortega   | Wednesday Addams                                                    | Wednesday                          | Wednesday                                 |                                   |                               |                               |
| Paul Rudd      | Scott Lang / A Hangya                                               | A Hangya és a Darázs: Kvantumánia  | Ant-Man and the Wasp: Quantumania         |                                   |                               |                               |

### Legnagyobb, legmenőbb sztár
| Év                   | Színész               | Színész                   | Szerep                     | Magyar cím                  | Eredeti cím    |
| 2010 19. gála        |                       |                           |                            |                             |                |
| -------------------- | --------------------- | ------------------------- | -------------------------- | --------------------------- | -------------- |
| 2010 19. gála        |                       | Rain                      | Raizo                      | Nindzsagyilkos              | Ninja Assassin |
| 2010 19. gála        | Angelina Jolie        | Evelyn Salt               | Salt ügynök                | Salt                        |                |
| 2010 19. gála        | Chris Pine            | James T. Kirk             | Star Trek                  | Star Trek                   |                |
| 2010 19. gála        | Channing Tatum        | Conrad S. Hauser / Duke   | G. I. Joe: A kobra árnyéka | G.I. Joe: The Rise of Cobra |                |
| 2010 19. gála        | Sam Worthington       | Perszeusz                 | A titánok harca            | Clash of the Titans         |                |
| 2011 20. gála        |                       |                           |                            |                             |                |
|                      | Chloë Grace Moretz    | Mindy MacCready / Kis Dög | HA/VER                     | Kick-Ass                    |                |
| Robert Downey Jr.    | Tony Stark / Vasember | Vasember 2.               | Iron Man 2                 |                             |                |
| Joseph Gordon-Levitt | Arthur                | Eredet                    | Inception                  |                             |                |
| Alex Pettyfer        | Negyedik              | A negyedik                | I Am Number Four           |                             |                |
| Jaden Smith          | Dre Parker            | A karate kölyök           | The Karate Kid             |                             |                |

## Fordítás
- Ez a szócikk részben vagy egészben  a   MTV Movie Award for Best Hero című angol Wikipédia-szócikk fordításán alapul.  Az eredeti cikk szerkesztőit annak laptörténete sorolja fel. Ez a jelzés csupán a megfogalmazás eredetét és a szerzői jogokat jelzi, nem szolgál a cikkben szereplő információk forrásmegjelöléseként.